# Christian III (roi de Danemark)
Pour les articles homonymes, voir Christian III.
Christian III de Danemark et Norvège (en danois : Christian 3 af Danmark og Norge, en norvégien : Christian III av Danmark og Norge), né le 12 août 1503 à Gottorf (duché de Schleswig) et mort le 1er janvier 1559 à Koldinghus (royaume de Danemark et de Norvège), fut roi de Danemark et de Norvège (1534 – 1559), et duc de Holstein et de Schleswig de 1533 à 1544.

## Famille
Il est le fils de Frédéric Ier et d'Anne de Brandebourg.

### Mariage et descendance
Le 29 octobre 1525, Christian III de Danemark épousa Dorothée de Saxe-Lauenbourg (morte en 1575), fille du duc Magnus Ier de Saxe-Lauenbourg.
Cinq enfants sont nés de cette union :
- Anne (1532 – 1585) : en 1548, elle épousa l'électeur de Saxe Auguste Ier ;
- Frédéric II (1534 – 1588), roi de Danemark ;
- Magnus (1540 – 1583), évêque d'Ösel et de Courlande, roi de Livonie de 1570 à 1577 ;
- Jean, dit « le Jeune » (1545 – 1622), duc de Schleswig-Holstein-Sonderbourg ;
- Dorothée (1546 – 1617) ; en 1561, elle épousa le duc Guillaume de Brunswick-Lunebourg.

## Biographie
Parmi les enseignants du futur Christian III, Wolfgang von Utenhof, originaire de Wittenberg, et le luthérien Johann Rantzau qui devint son tuteur, furent à la fois des hommes d'une grande capacité et des réformateurs.
En 1521, Christian III participa à la Diète de Worms (28 janvier au 25 mai 1521) où Martin Luther lui fit grande impression. À son retour, son père était monté sur le trône danois à la place de Christian II. Christian III ne cacha jamais son opinion sur le luthéranisme et sa liberté de parole lui valut quelques ennuis, non seulement avec les catholiques Rigsråd, mais également avec son père, homme prudent et temporisateur.
À sa propre Cour à Schleswig et malgré l'opposition des évêques, Christian III fit de son mieux pour introduire la Réforme. Il obtint de l'électeur de Saxe l'envoi à Copenhague du théologien Bugenhagen, qui avait déjà converti Hambourg et la Poméranie. Comme duc de Schleswig et de Holstein, ainsi que comme vice-roi de Norvège, Christian III fit preuve d'une grande capacité administrative, mais aussi d'une profonde intolérance envers les catholiques. Certains proposèrent à la succession au trône danois et norvégien son demi-frère Jean de Danemark, duc de Schleswig-Holstein-Sonderbourg, car celui-ci avait été éduqué dans la foi catholique.

### ChristianIII, roi du Danemark
Il fut proclamé roi de Danemark et de Norvège à la mort de son père en 1533. Il dut d'abord s'imposer face aux partisans de Christian II et aux Lübeckois, et prit donc une part active à la « Guerre du comte » ou « Grevens Fejde » de 1534 à 1536. Le triomphe de la Réforme provoqua la chute du catholicisme au Danemark, mais la présence des catholiques au Conseil d'État était encore très forte, et il dut recourir à un coup d'État, qu'il accomplit avec succès grâce à l'aide de ses mercenaires allemands le 12 août 1536. La brutalité de cet acte fut toutefois fortement blâmée par Martin Luther. Christian III imposa le luthéranisme comme religion d'État dans l'ensemble de ses possessions, triomphant d'une forte opposition catholique et confisquant les biens d'Église, ce qui lui permit de réajuster les finances du royaume.
Les circonstances qui amenèrent Christian III sur le trône l'exposèrent au danger de la domination étrangère ; ce fut en effet avec l'aide de la noblesse du duché d'Holstein que Christian III conquit le trône. Les nobles allemands et ceux d'Holstein avaient dirigé ses armées et dirigeaient aussi sa diplomatie. Une confiance mutuelle entre un roi qui avait conquis son royaume et un peuple qui lui résistait par les armes ne pouvait se réaliser dans l'immédiat ; les six premières années de son règne furent ainsi marquées par une lutte entre les Danois et les conseillers allemands. Bien que la partie danoise remportât une victoire en obtenant l'insertion dans la Charte de dispositions prévoyant que seuls les natifs danois devaient obtenir les plus hautes dignités de l'État, les conseillers allemands continuèrent pourtant à occuper les premières places au sein de l'État pendant les premières années du règne de Christian III. Les Danois, Charles Quint et les propres membres de la famille royale le menacèrent d'emprisonnement. Ces menaces parvinrent à le convaincre d'éliminer les dernières traces de mécontentement dans son royaume et il s'occupa donc exclusivement des membres danois des grandes familles nobles et des soldats. La reconnaissance de Christian III par le peuple danois s'accomplit à Copenhague en 1542. La noblesse danoise dut néanmoins donner un vingtième de ses biens afin de rembourser la lourde dette contractée envers le Holstein et les Allemands.
Pour faire contrepoids à l'hostilité persistante de Charles Quint, qui était déterminé à appuyer les revendications des nièces de Christian III (filles de Christian II) concernant l'héritage du royaume scandinave, le pivot de la politique étrangère de Christian III fut son alliance avec les princes allemands luthériens. En 1542, avec l'aide des princes allemands protestants, il déclara la guerre à Charles Quint. Celui-ci fit la paix avec Christian III à la Diète de Spire, le 23 mai 1544. La politique étrangère de Christian III fut ensuite réglementée par cette Diète. Il évita avec soin tout danger de complications et refusa de participer à la Ligue de Smalkalde en 1546. La médiation entre l'empereur et la Saxe après la chute de Maurice de Saxe à la bataille de Sievershausen en 1553 contribua beaucoup à la conclusion de la paix.
Il développa la flotte danoise, centralisa le pouvoir, mit fin au statut électoral du roi de Danemark en établissant le droit héréditaire de sa lignée à la couronne, et éleva son pays au rang de grande puissance. Son fils Frédéric II lui succéda.

### Mort et inhumation
Christian III de Danemark décéda le 1er janvier 1559. Il fut inhumé en la cathédrale de Roskilde.